# Каринская, Анна Николаевна
А́нна Никола́евна Каринская (1871—1931) — русская художница, живописец-пейзажист, график, краевед Вологодской области, одна из основателей Северного кружка любителей изящных искусств. Большинство работ связаны с природой Русского Севера.

## Биография
Родилась в 1871 году в городе Тотьма Вологодской губернии в дворянской семье. Систематического художественного образования не получила. Пользовалась советами живописца А. А. Киселёва, профессора Академии художеств (конец 1890-х — начало 1900-х), воспитанием детей которого занималась, живя в Санкт-Петербурге. В 1900—10-х переехала в Вологду, неоднократно совершала поездки по Северной Двине, Сухоне, другим районам Вологодской губернии, посетила Великий Устюг. Была в Туапсе (1900—1901 годы), выезжала в Ниццу. Работала как пейзажист, писала интерьеры. С 1916 года жила в Приюте для вдов и сирот русских художников им. П. М. Третьякова в Москве. Умерла 30 (31 (?)) декабря 1931 года.

## Выставки
А. Н. Каринская участвовала в Петербургских весенних выставках, выставках Московского общества любителей художеств (1893—1913 годы, с перерывами; с 1911 года — член Общества), Товарищества передвижных художественных выставок (1895—1922 годы, с перерывами), выставке произведений русских художников в галерее Лемерсье (1913 год), выставке акварелей, рисунков и графики русских художников (1914 год), выставках «Художники — товарищам воинам» (1914 год) и «Художники Москвы — жертвам войны» (1914—1915 годы; все — в Москве).
Являлась одним из членов-учредителей Северного кружка любителей изящных искусств в Вологде. Принимала участие во всех шести Вологодских художественных выставках, организованных членами кружка (1905—1918 годы). Участвовала в Выставке картин, скульптуры и художественной индустрии в Рязани (1918 год), Первой козьмодемьянской выставке картин, этюдов, эскизов, рисунков (1920 год).

## Собрания
- Государственная Третьяковская галерея
- Вологодская областная картинная галерея

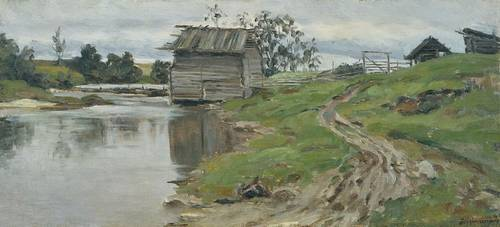
У мельницы. 1913 г. ГТГ
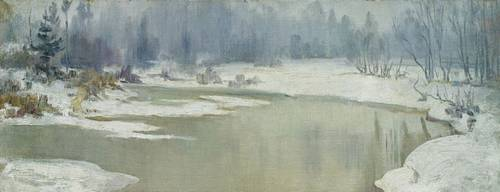
Зимний серенький пейзаж. Ок. 1910 г.